# Juana Coello
Juana Coello (Madrid 1548 - 1615) fue la esposa del célebre Antonio Pérez, secretario de Estado de Felipe II, famosa por haber ayudado a su marido a escapar de la cárcel cuando cayó en desgracia ante el rey.

## Biografía
Recibió esmerada educación y contrajo matrimonio en 1567, pero muy pronto empezaron sus sufrimientos, ya que su marido se reveló como un hombre muy mujeriego, afirmando algunos autores que tuvo relaciones íntimas con la princesa de Éboli, favorita del rey, quien le mandó encarcelar.

### Evasión de Antonio Pérez
Juana le visitó en la prisión y dándole sus vestidos le facilitó la evasión, quedando encerrada en el calabozo que ocupaba su marido. Emprendió luego varios viajes por tierra y por mar. En 1585 se dirigió a Portugal para ver al rey, pero al trasladarse de Aldeia Galega a Lisboa, fue presa de nuevo y encerrada en la cárcel pública de Madrid junto con sus siete hijos, siendo después trasladados todos a la pinteña Torre de Éboli, en la que permaneció hasta abril de 1599, en que después de la muerte de Felipe II se le dio la libertad, pero continuando presos sus hijos.

### Vida posterior
Desde aquella fecha poco se sabe de esta ilustre dama; algunos autores dicen que marchó a París para reunirse con su marido y que murió en la indigencia hacia 1602, mientras que otros aseguran que en 1613 solicitó la rehabilitación de sus hijos, la que acordó la Inquisición de Zaragoza dos años después.